# Gosnell
La ville américaine de Gosnell est située dans le comté de Mississippi, dans l’État de l’Arkansas. Lors du recensement de 2010, sa population s’élevait à 3 548 habitants.

## Démographie
| 1970  | 1980  | 1990  | 2000  | 2010  | - |
| ----- | ----- | ----- | ----- | ----- | - |
| 1 386 | 3 215 | 3 783 | 3 968 | 3 548 | - |

## Source
- (en) Cet article est partiellement ou en totalité issu de l’article de Wikipédia en anglais intitulé « Gosnell, Arkansas » (voir la liste des auteurs).